# Guayama
Guayama est une municipalité de l'île de Porto Rico (code international : PR.GM) qui s'étend sur 170 km2. Elle compte 36 614 habitants en 2020.

## Démographie
| 2006   | 2010   | 2014 |
| ------ | ------ | ---- |
| 44 301 | 45 362 | -    |

## Personnalités liées à la municipalité
- Le photographe Manuel Rivera-Ortiz est né à Guayama.